# سداروسور

مقایسه سداروسور با انسان

سداروسور (نام علمی: Cedarosaurus) نام یک سرده از زیرراسته سوسمارپاشکلان است.